# 加部未蘭
加部 未蘭（かべ みらん、1992年6月18日 - ）は、東京都小平市出身のフットサル選手・サッカー選手。サッカー選手としてのポジションはフォワード（FW）。

## 来歴
FC東京の下部組織で本格的にFWとしてプレー。山梨学院大学付属高校で2年生時の第88回全国高校選手権で優勝を経験。3年生時の第89回大会では白崎凌兵とのコンビでチームを牽引。3得点を挙げてベスト8入りし、優秀選手に選出された。
2011年、前年に特別指定選手となっていたヴァンフォーレ甲府へ入団。クリスティアン・ヴィエリが好んだ背番号32を自ら希望した。
2012年、ギラヴァンツ北九州へ期限付き移籍。2013年、契約満了に伴い甲府・北九州を退団、同年4月からの福岡大学への進学が発表された。
2016年、東京23FCに加入。シーズン終了後、現役を引退した。
2017年、日本ユニアンドソニックに勤務し同社スポーツ事業部でサッカースクールのコーチを務める。同年7月には、5人制サッカーチームKING GEAR FCのエースとして国内大会で優勝し、世界大会ベスト16。8月、ジュニアサッカーを応援しよう!の営業に就く。
2019年、フットサルクラブのランブレッタ福岡へ入団。
2024年4月5日、KONOSU CITY FOOTBALL CLUBへの加入が発表された。

## エピソード
- スポーツライターの加部究の長男として生まれる。名前の由来はACミランがライカールトらオランダ勢の活躍でセリエAを制覇した1992年に生まれ、「ミラン」とオランダを表す「蘭」をもじって「未蘭」と名付けられた[3]。
- FWズラタン・イブラヒモビッチを目標に挙げていた[2][20]。

## 所属クラブ
- 1999年 - 2004年 サンデーサッカークラブ / 東京・久留米フットボールクラブボーイズ[7](小平市立小平第十一小学校[6])
- 2005年 - 2007年 FC東京U-15むさし (小平市立小平第六中学校[6])
- 2008年 - 2010年 山梨学院大学付属高等学校
  - 2010年  ヴァンフォーレ甲府 (特別指定選手)
- 2011年 - 2012年  ヴァンフォーレ甲府
  - 2012年  ギラヴァンツ北九州 (期限付き移籍)
- 2013年 - 2015年 福岡大学サッカー部
- 2016年  東京23フットボールクラブ
- 2017年 - ?  KING GEAR FC
- ?年  TokyoBayFootballClub
- 2024年 -  KONOSU CITY FOOTBALL CLUB

## 個人成績
| 国内大会個人成績 | 国内大会個人成績 | 国内大会個人成績 | 国内大会個人成績 | 国内大会個人成績                             | 国内大会個人成績 | 国内大会個人成績 | 国内大会個人成績 | 国内大会個人成績 | 国内大会個人成績 | 国内大会個人成績 | 国内大会個人成績 |
| 年度             | クラブ           | 背番号           | リーグ           | リーグ戦                                     | リーグ戦         | リーグ杯         | リーグ杯         | オープン杯       | オープン杯       | 期間通算         | 期間通算         |
| 年度             | クラブ           | 背番号           | リーグ           | 出場                                         | 得点             | 出場             | 得点             | 出場             | 得点             | 出場             | 得点             |
| 日本             | 日本             | 日本             | 日本             | リーグ戦                                     | リーグ戦         | リーグ杯         | リーグ杯         | 天皇杯           | 天皇杯           | 期間通算         | 期間通算         |
| ---------------- | ---------------- | ---------------- | ---------------- | -------------------------------------------- | ---------------- | ---------------- | ---------------- | ---------------- | ---------------- | ---------------- | ---------------- |
| 2011             | 甲府             | 32               | J1               | 0                                            | 0                | 0                | 0                | 0                | 0                | 0                | 0                |
| 2012             | 北九州           | 27               | J2               | 2                                            | 0                | -                | -                | 0                | 0                | 2                | 0                |
| 2013             | 福岡大           | 24               | -                | -                                            | -                | -                | -                | 2                | 0                | 2                | 0                |
| 2016             | 東京23           | 29               | 関東1部          |                                              |                  | -                | -                | -                | -                |                  |                  |
| 2024             | 鴻巣             | 32               | 埼玉2部          |                                              |                  | -                | -                | -                | -                |                  |                  |
| 通算             | 日本             | 日本             | J1               | 0                                            | 0                | 0                | 0                | 0                | 0                | 0                | 0                |
| 通算             | 日本             | 日本             | J2               | 2                                            | 0                | -                | -                | -                | -                | 2                | 0                |
| 通算             | 日本             | 日本             | 関東1部          | \|\|\|\|colspan=2\|-\|\|colspan=2\|-\|\|\|\| |                  |                  |                  |                  |                  |                  |                  |
| 通算             | 日本             | 日本             | 埼玉2部          | \|\|\|\|colspan=2\|-\|\|colspan=2\|-\|\|\|\| |                  |                  |                  |                  |                  |                  |                  |
| 通算             | 日本             | 日本             | 他               | -                                            | -                | -                | -                | 2                | 0                | 2                | 0                |
| 総通算           | 総通算           | 総通算           | 総通算           | 2                                            | 0                | 0                | 0                | 2                | 0                | 4                | 0                |

- Jリーグ初出場 - 2012年3月11日 Jリーグ ディビジョン2第2節 vs ファジアーノ岡山FC (本城)

## 代表・選抜歴
- 2009年 U-18日本代表候補[21]
- 2011年 日本高校サッカー選抜 - 第49回デュッセルドルフ国際ユースサッカー大会 (5位)

## 指導歴
- 2017年 - ? SS Glanzコーチ

## タイトル
- 2006 FIFAワールドカップTMドイツ大会記念ベルリン・ユースサッカー大会 優勝
- 第88回全国高等学校サッカー選手権大会 優勝
- 第89回全国高等学校サッカー選手権大会 優秀選手